# ローデシア問題
ローデシア問題（ろーでしあもんだい）とは、イギリス領南ローデシアが国際的な植民地独立の流れに反して、白人による少数派支配を維持するため、イギリスに対して、一方的独立宣言（Unilateral Declaration of Independence; UDI）を行ったために発生した国際問題である。
南ローデシアは1965年11月11日、イギリスに対して一方的独立宣言を行い成立した。しかし、アフリカ人の抵抗と国際社会からの圧力により、1979年12月12日、イギリス植民地へ復帰し、その後、1980年4月18日、ジンバブエとして英国から改めて独立した。

## 歴史的経緯

### 国内情勢
ローデシアは白人支配が強固なことが理由となってアフリカの年に独立を達成できなかった。こうしたアフリカの非植民地化という歴史的潮流の中で置いて行かれた白人セトラーの危機感と孤立感は大きく、そしてローデシアの歴史的背景から生まれた白人セトラーの共同体意識は強かった。さらに白人セトラー自身がローデシアという国家を迅速に経済発展させたという自信を有していた。一方でアフリカ人に対する人種差別意識は鋭く、アフリカ人ナショナリズム運動に対する不安感は強大だった。
1964年4月に首相となったイアン＝スミス（Ian Douglas Smith）は、与党ローデシア戦線（the Rhodesian Front）による国内支配体制の維持のため、アフリカ人民主主義運動に対する弾圧を強化し、白人反政府分子に対する圧迫を行った。ローデシア戦線は、ローデシアにおけるヨーロッパ人の恒久的な既成支配権を剥奪されないよう公約し、「人種差別主義」を提唱していた。ローデシア戦線の熱狂的な支持者による活動も1964年ごろから顕在化し、ローデシア戦線に異議を唱える者に対し、「売国奴」、「臆病者」、「共産主義者」などと非難していた。

### 対英交渉
ローデシア戦線は1962年総選挙からローデシアの独立問題を最大かつ最優先の問題として取り組んでいた。これに対しイギリスは、ナショナリストや国際連合、英連邦アフリカ諸国などからの多数支配を求めるアピールや決議を前にして、独立という政権の要求をそのまま受け入れることはできなかった。
1963年3月に当時のローデシア首相ウィンストン・フィールド（Winston Field）は、イギリス政府に以下の要求を行った。
- ローデシア・ニヤサランド連邦の解体と同時にローデシアの独立をイギリス政府が支援すること
- ローデシアの独立を承認しないならばローデシア政府は連邦解体のための会議に出席しない
- 会議の開催前にローデシアの独立問題に関する会談を行うこと

これを踏まえ、イギリス政府はローデシア・ニヤサランド連邦の解体問題を支障なく行おうと試みた。しかし、ローデシアの政治体制を多数支配に近づけようとするイギリスの提案・ローデシア問題の解決のための英連邦諸国の諮問を受けるという提案をローデシア戦線側は拒否し、「独立問題はイギリス政府とローデシアの間でのみ討議されるものである」と主張し、対英交渉は決裂した。

### 一方的独立宣言へ
イギリスとの交渉が決裂すると、ローデシア戦線ならびにその支持者の間で「交渉によって独立を達成する」という穏健路線への不満が醸成され、「一方的独立宣言」(Unilateral Declaration of Independence; UDI)への機運が高まった。ローデシア戦線は反政府分子に対して国家権力を駆使して弾圧を行い、さらにローデシア戦線の熱狂的支持者を扇動し、議会における絶対的地位を獲得した。こうした国内における基盤強化のみならず、一方的独立宣言を実行した場合に考えられる国際的な孤立状態に備えるため、南アフリカとポルトガルとに接近し、モザンビークのベイラ港とローデシアを結ぶ原油パイプラインを建設し、さらには相互に通商上の特権を認めた。こうして南アフリカ・ポルトガル・ローデシアの間で「白い三角同盟」（Tripartite White Alliance）という協力体制が築かれた。
1964年9月に行われた対英独立交渉では、イギリス政府は「イアン・スミス政権が一方的独立宣言に訴えた場合、イギリス政府は経済制裁で対抗する」と主張したものの、ローデシア戦線の方向性に圧倒的支持が集まり、両者の主張は平行線をたどった。その後発表された共同コミュケでは、「激しい討議にもかかわらず、対立した意見を調停する術は何ら見出すことができず、今後の会談について何ら打ち合わせは行われ」ず、1965年11月11日、スミス政権がローデシアの一方的独立宣言を行った。これに対し公式な承認を与える国は現れず、国際的にローデシアは孤立した。